# Kickelsburg
Die Kickelsburg (tschechisch Milčany, oder auch fälschlich Vítkovec) ist die Ruine einer Burg nahe Holany (Hohlen) oberhalb des Milčanský rybník (Milschnerteich).
Die Ruine steht am westlichen Rand des Hohlener Teichs auf einem Felsvorsprung, der auf der Westseite durch einen Wassergraben getrennt und durch einen Wall geschützt war. Die Ruine umfasst die Ostwand des Palas, in einer Höhe von etwa 7 m, während die kürzere Südwand nur noch in etwa 3 m Höhe erhalten ist.
Die Überreste der Burg hießen Kickelsburg, wurden aber in der tschechischen Literatur mit der Burg Vítkovec verwechselt. Erst F. Gabriel und J. Panáček identifizierten die Ruinen von Vítkovec auf der Insel Hrad u Hostíkovic.

## Geschichte
Es wird vermutet, dass die Burg zwischen 1391 und 1402 unter den Wartenbergern erbaut wurde. Schon 1570 war die Burg wüst.